# 鷹羽町
鷹羽町（たかばまち）は、愛知県名古屋市中村区の地名。

## 地理
名古屋駅西に位置していた。

## 歴史

### 町名の由来
鷹場村に由来するとみられる。

### 沿革
- 1940年（昭和15年）
  - 5月1日 - 中村区牧野町および則武町の各一部により、同区鷹羽町として成立[1]。
  - 5月18日 - 牧野町・則武町の各一部を編入[1]。
- 1949年（昭和24年）2月1日 - 本陣通の一部を編入する[1]。
- 1974年（昭和49年）8月11日 - 太閤通・椿町・牧野町の各一部を編入し、一部が則武一丁目および同二丁目・亀島一丁目および同二丁目・椿町に編入される[1]。
- 1977年（昭和52年）10月23日 - 名駅一丁目に編入され消滅[1]。